# Trícala
Trikala (em grego:  Τρίκαλα) é uma cidade no noroeste da Tessália, na Grécia, e a capital da unidade regional de Trikala . A cidade atravessa o rio Lithaios, que é um afluente de Pineios . Segundo o Serviço Nacional de Estatística da Grécia, Trikala é preenchida por 81.355 habitantes (2011), enquanto no total a unidade regional de Trikala é preenchida por 131.085 habitantes (2011). O município Trikala foi formado na reforma do governo local de 2011 pela fusão dos 8 ex-municípios que se tornaram unidades municipais